# Rey Huetar
Huetar, Huetare o Huetara fue el nombre de un rey indígena de Costa Rica, cuyos dominios se encontraban en 1522 a unas ocho leguas de la costa del Pacífico.
Las noticias sobre este rey provienen de la relación escrita por el tesorero Andrés de Cereceda con respecto a los pueblos visitados por la expedición de Gil González Dávila en 1522-1523 y la cantidad de bautismos efectuados y el oro obtenido en cada uno. Después de pasar por los dominios un rey llamado Cob, que el historiador Ricardo Fernández Guardia ubica en la cuenca del río Tusubres y Carlos Molina Montes de Oca entre los ríos Naranjo y Savegre, la expedición continuó doce leguas (sesenta y seis kilómetros) por la costa, con dirección sudeste-noroeste, y después marchó hacia el interior del territorio por una distancia de ocho leguas (cuarenta y cuatro kilómetros), hasta llegar al reino de Huetar. Cereceda consignó sucintamente que "El cacique Huetara está 20 leguas adelante, las 12 por la costa y las 8 la tierra dentro: bautizáronse 28 ánimas: dio 433 pesos, 4 tomines". El exiguo número de bautismos y el escaso monto de oro conseguido parecen indicar que no se trataba de una comunidad especialmente rica o importante, aunque también hay que tomar en cuenta que González Dávila no exploró más allá y su expedición pronto regresó a la costa para continuar su viaje con rumbo noroeste.
En su obra Garavito, nuestra raíz perdida (1981), dedicada a la figura de un gran rey huetar, Oscar Bákit planteó la posibilidad de que el monarca visitado por González Dávila hubiese pertenecido a los grupos de cultura mesoamericana, que a principios del siglo XVI se hallaban ubicados en diversos lugares del Pacífico costarricense, como los de Chomes, Gurutina y Chorotega. Sin embargo, Carlos Molina Montes de Oca, en Garcimuñoz, la ciudad que nunca murió, identifica al pueblo de Huetar con el reino indígena de Pacaca, que se encontraba en el interior, cerca de la actual Tabarcia, precisamente en una región concordante con las distancias consignadas por Cereceda, y que pertenecía al gran espacio cultural denominado hoy como Área Intermedia. La pertenencia del pueblo de Huetar al Área Intermedia y no al espacio cultural mesoamericano parece confirmarse por el hecho de que con respecto al siguiente reino visitado por los expedicionarios en la costa, el de Chorotega, Cereceda consignó que "... es caribe (antropófago), y de aquí en adelante lo son... ". En efecto, se sabe sin lugar a dudas que tanto Chorotega como los siguientes dos reyes visitados, Gurutina y Chomes, pertenecían al área cultural de Mesoamérica, donde imperaba la costumbre de la antropofagia ritual. 
Por otra parte, es muy posible que Huetar no fuera el nombre propio del monarca, sino el de su pueblo o el de la lengua que hablaba, ya que la denominación de huetares era extensiva a un gran número de pueblos indígenas de Costa Rica.